# Taunton Cars

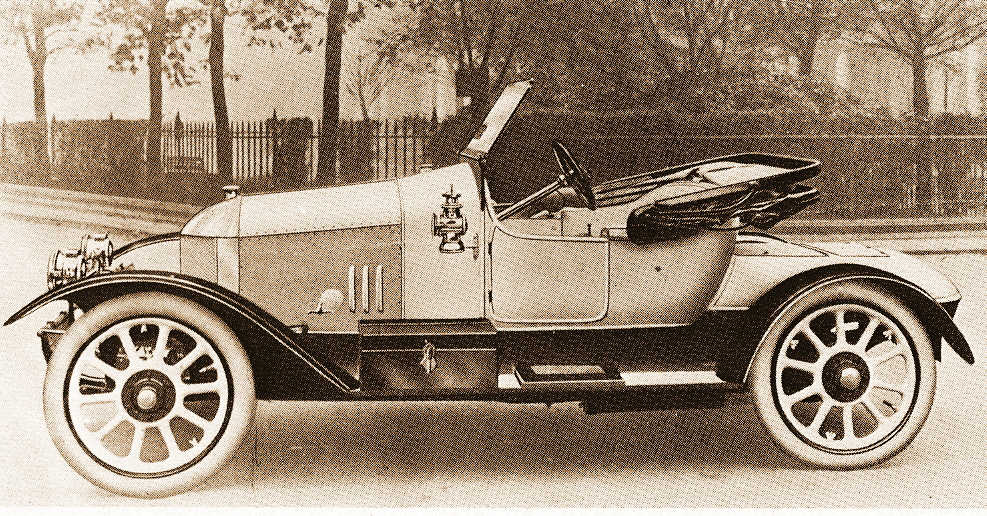
Taunton 14 hp (1914)

Taunton Cars Limited war ein britischer Automobilhersteller, der zwischen 1913 und 1920 tätig war. Die Wagen sollten eigentlich in Belgien gebaut werden, wegen des Ersten Weltkrieges kam es aber nie zu einer Fertigung dort. Lediglich einige Exemplare entstanden im Vereinigten Königreich.
1913 wurde der 14 hp herausgebracht, der einen gegengesteuerten, wassergekühlten Vierzylinder-Reihenmotor mit 2,4 l Hubraum besaß. Der Radstand betrug 3048 mm. Der Tourenwagen-Aufbau bot zwei Sitzplätze. Bis 1915 entstanden einige wenige Exemplare.
1919 erschien der kleinere 12/15 hp mit einem Vierzylinder-Reihenmotor mit 1,85 l Hubraum. Das Fahrgestell besaß einen Radstand von 2896 mm. 1920 wurde ihm ein noch kleineres Modell, der 12 hp mit obengesteuertem 1,5-l-Motor, zur Seite gestellt. Sein Radstand betrug ebenfalls 2896 mm.
Ende 1921 war die Marke vom Markt verschwunden.

## Modelle
| Modell   | Bauzeitraum | Zylinder | Hubraum  | Radstand |
| -------- | ----------- | -------- | -------- | -------- |
| 14 hp    | 1913–1915   | 4 Reihe  | 2359 cm³ | 3048 mm  |
| 12/15 hp | 1919–1921   | 4 Reihe  | 1847 cm³ | 2896 mm  |
| 12 hp    | 1920        | 4 Reihe  | 1526 cm³ | 2896 mm  |